# Arshak Korián
Arshak Korián (Sochi, 17 de junio de 1995) es un futbolista ruso, nacionalizado armenio, que juega en la demarcación de extremo para el F. C. Rodina Moscú de la Liga Nacional de Fútbol de Rusia.

## Selección nacional
Tras jugar con la selección de fútbol sub-16 de Rusia, la sub-17, la sub-19 y la sub-21, además de la selección de fútbol sub-16 de Armenia tras su nacionalización, finalmente hizo su debut con la selección de fútbol de Armenia el 5 de septiembre de 2020. Lo hizo en un partido de la Liga de las Naciones de la UEFA contra Macedonia del Norte que finalizó con un resultado de 2-1 a favor del combinado macedonio tras los goles de Ezgjan Alioski y Ilija Nestorovski para Macedonia del Norte, y de Tigran Barseghyan para Armenia.

## Clubes
| Club                                | País         | Año       | Partidos | Goles |
| ----------------------------------- | ------------ | --------- | -------- | ----- |
| Vitesse Arnhem II                   | Países Bajos | 2016-2017 | 20       | 10    |
| Vitesse Arnhem                      | Países Bajos | 2017      | 3        | 0     |
| F. C. Lokomotiv Moscú               | Rusia        | 2017-2018 | 3        | 0     |
| F. K. Jimki                         | Rusia        | 2018-2021 | 83       | 15    |
| F. C. Oremburgo (préstamo)          | Rusia        | 2021-2022 | 24       | 2     |
| F. C. Alania Vladikavkaz (préstamo) | Rusia        | 2022-2023 | 14       | 1     |
| F. K. Jimki                         | Rusia        | 2023-2024 | 29       | 4     |
| F. C. Torpedo Moscú                 | Rusia        | 2024-2025 | 21       | 3     |
| F. C. Rodina Moscú                  | Rusia        | 2025-     | 12       | 0     |

## Palmarés

### Campeonatos nacionales
| Título                   | Club                  | País         | Año  |
| ------------------------ | --------------------- | ------------ | ---- |
| Copa de los Países Bajos | Vitesse Arnhem        | Países Bajos | 2017 |
| Liga Premier de Rusia    | F. C. Lokomotiv Moscú | Rusia        | 2018 |